# 一目均衡表
一目均衡表（いちもくきんこうひょう）は、株式、商品、為替の取引相場の罫線表(チャート)分析法の一つである。
都新聞商況部部長の細田悟一が私設研究所を設立して、7年の歳月と延べ2000人の人手をかけて開発した。1935年（昭和10年）に「新東転換線」として同紙で発表されている。
戦後、細田がペンネームを「一目山人（いちもくさんじん）」と改めたのに合わせて、この「新東転換線」を「一目均衡表」と改名した。現在では一目均衡表は日本発のテクニカル分析ツールとして海外の投資家にも参照され、「Ichimoku」として広く知られている。
「一目均衡表」は細田の遺族が経営する株式会社経済変動総研の登録商標である。

## 歴史
1935年（昭和10年）、都新聞商況欄で細田悟一が「新東転換線」の名称で発表。
1950年（昭和25年）、細田が知り合いの3人のみに有償で分析手法を伝授。
1969年（昭和44年）8月、細田が一目山人のペンネームで書籍「一目均衡表」を出版し、一目均衡表の分析手法を一般公開する。以降1981年までに全七部作が刊行される。（『一目均衡表 完結編』『一目均衡表 週間編』『わが最上の型譜』『一目均衡表 綜合編』『一目均衡表 綜合編 後編』『一目均衡表 真技能編』）
1991年（平成3年）、第三者による解説書が出版されたのを受けて、細田の子息が三部作（一巻から三巻）を増版する。

## 概要
一目均衡表は、時間論、値幅論、型譜、スパンなどで構成される。一目均衡表はスパンとクモが有名ではあるが、一目均衡表における第一は時間関係である。
時間論は、9・17・26…などの基本数値、あるいは、過去の幾波動の日数をとる対等数値、銘柄ごとに現れる習性数値に分類される日数を経過した日を変化日とするものである。
値幅論は、目標値としては、E・V・N・NT計算値、4~8Eの倍数値がある。また、相場の勢いや方向性を見定めるため、それ以外の値幅・陰陽数をも検討する。
各数値によって算出された変化日に計算値を実現した場合、相場が反転する可能性が高い。
スパンは、日々のローソク足と、次の計算式で算出した各数値をそれぞれをつないだ5本の線で構成される。
- 転換線＝（過去9日間における最高値+同最安値）÷2

- 基準線＝（過去26日間における最高値+同最安値）÷2

- 先行スパン1＝｛（転換値+基準値）÷2｝を（当日を含めた26日先すなわち）25日先にプロットしたもの

- 先行スパン2＝｛（過去52日間における最高値+同最安値）÷2｝を（当日を含めた26日先すなわち）25日先にプロットしたもの

- 遅行スパン＝（本日の終値）を（当日を含めた26日前すなわち）25日前にプロットしたもの

2本の先行スパンに囲まれた部分は、「雲」（クモ）と呼ばれ、通常、その部分は色（網目模様）で塗られている。

## 特徴
一目均衡表は「買い方と売り方の均衡が崩れた方向に相場が動く」という考えに基づいて作られている。また相場の変化の起こる時期を推測する意味でも「時間を重視する」「未来の動きも見る」点も特徴である。
従来の株価チャートの複雑さに対し、この一目均衡表は
- 直近の売買価格帯の相場水準（転換線、基準線）
- 過去との価格比較（遅行スパン）
- 未来における、株保持者の購入価格帯層(先行スパン1, 先行スパン2)

の5本の補助線を利用して相場の動きをチャートに表示している。そして、そのチャートを見ることによって、現在および今後の相場のトレンド、今は買いシグナルか、売りシグナルか、をパッと一目で見ることができる。これは、一目均衡表の名称の通り、まさに「一目で相場の均衡状態を把握できる」ようにしている点が画期的である。
一目山人みずから手がけた解説本は全七巻にも及び、身につけば非常に有用とされる一方、時間論・波動論・値幅観測論などを総合的に判断する必要があるため、習得までの難度は極めて高い。また、一部の巻が絶版になっているため、すべてを正しく把握できている者は極少数である。現在、前述の株式会社経済変動総研では勉強会等を開催している。
一目均衡表は海外では、"Ichimoku"の通称で海外のトレーダーたちに広く知られている。例えば、「メタトレーダー４」（Meta Trader 4）などのチャート分析ソフトでは、"Ichimoku"は最初から標準装備されているが、そのデフォルトの設定ではその数値の算出に一日のズレが生ずるなど、細部の実装に差異がある。

## 時間論(変化日)
一目均衡表は株価の騰落よりも時間を重視したテクニカル指標であり、時間論により導かれる変化日での変化の仕方が相場の行方を占うものとして重要視されている。ここで言う”変化”日を“転換”日と言わないのは、その日に相場が転換するだけではなく、加速や延長をする場合もあるためである。時間論には以下の二種類がある。
- 基本数値

時間論の基本となるもので、以下のような数値がある。
9,17,26,33,42,51,65,76…
これらの数値を相場の天井や底、或いは上昇・下降相場の途中の高値・安値を起点として数える。
また、一定の値段を相場水準と仮定して、その値段を初めてつけた日からの基本数値での現れ方を見る時にも使う。
その場合、起点の日から数えて基本数値の日において同じ値段あるいは高値、安値をつけやすい。
基本数値を導き出す明確な法則はなく数も多いため、同じチャートにおいても複数の解釈ができ、時間論の難しさ、複雑さの要因となっている。
- 対等数値

基本数値とは異なり、その相場自体が上げた・下げた日数を元に数える方法である。
　以上、二種類共に波動論との関連で数えるものであり、以下の波動論も参照のこと。
なお、2本の先行スパンの交差する日を変化日として扱う事については、原著において均衡表各線の交差する日は特に重要と書かれているため、間違いとは言えないものの、上で述べたような基本数値や対等数値で変化日を導き出す方法が本来のやり方であることに注意するべきである。(雲と株価 参照)

## 波動論
一目均衡表の波動論には以下のような波動がある。（全て上昇相場について。下降相場であれば逆。）
- I波動　上げ一本の相場。
- V波動　上げて・下げる相場。
- N波動　上げて・下げて・上げる相場。
- P波動　時間の経過と共に高値は切り下がり、安値は切り上がる相場。いずれどちらかに離れる。
- Y波動　時間の経過と共に高値は切り上がり、安値は切り下がる相場。いずれどちらかに離れる。
- S波動　下げた相場が以前の高値の水準にて反発、上昇をする相場。

以上の6種類があるが、一目均衡表での基本は3波動のN波動である。「エリオット波動理論」などでは5波動が基本とされているが、5波動は3波動Nが2つ連なったものであり、7波動であれば3つ、9波動であれば4つ、とどんなに相場が続いてもN波動を基本とする。また、P波動やY波動もいずれどちらかに離れるため、大きな目で見ればN波動としてみることができる。

## 値幅観測論(計算値)
一目均衡表の計算方法には基本のE・V・N・NT計算値と、他にもいくつかの計算方法がある。理解されにくい一目均衡表の中でも唯一具体的な数値が得られる計算値だが、価格差のみに着目し、需給には考慮していないため、計算値のみに拘りすぎるのは禁物である。
（以下5つの計算値の計算方法については、安値Aから高値Bまで上げ、高値Bから安値Cまで下げている上昇相場を元に考える。よって安値Cは安値Aよりも上位にある）
- E計算値　安値Aから高値Bまでの上昇幅を高値Bに加えるもの。=B+(B-A)
- V計算値　高値Bから安値Cまでの下落幅を高値Bに加えるもの。=B+(B-C)
- N計算値　安値Aから高値Bまでの上昇幅を安値Cに加えるもの。=C+(B-A)
- NT計算値　安値Aから安値Cまでの上げ幅を安値Cに加えるもの。=C+(C-A)
- 4E計算値(四層倍・四倍値)　安値Aから高値Bまでの上昇幅の3倍を高値Bに加えるもの。=B+3×(B-A)

- P波動の計算値　上値を切り下げ、下値を切り上げる、その双方の値幅が同値となるもの。
- Y波動の計算値　上値を切り上げ、下値を切り下げる、その双方の値幅が同値となるもの。

## 売買シグナル
注意事項：以下の売買シグナルは一般的にネット上や、書籍で紹介されている売買シグナルである。原著においても一目均衡表の各線の説明や、「三役好転」・「三役逆転」については述べられているが、これはあくまでも時間論・値幅観測論・波動論を全て考慮した上での判断であって、それらを考慮せずに単純に以下の売買法則を実際の相場に当てはめて取引をする事は非常に危険と言える。
サイトによっては、以下のシグナルのみで売買をして、その結果、モミアイ相場の間は損をして、その後、上か下かに相場が動いて最終的に大きな利益を得る事ができる、と解説するものもある。しかし、入り口（仕掛け）が成功したとしても、出口（手仕舞い）をどこでするかは、結局、そのトレーダー本人の判断にかかってくる。その為、時間論・値幅観測論・波動論等を考慮することも重要である。
また、そのシグナルを信じてエントリーしても、その後、ダマシが起きることもあるので、そのダマシを防ぐ目的で、他のテクニカル分析（MACD、RSI，ストキャスティクス、ボリンジャーバンド、移動平均乖離率、フィボナッチ比率、DMI、など）も同時に併用することも有効な方法である。
- 転換線と基準線

転換線が基準線を下から上に抜けると「買いのシグナル」、上から下に抜けると「売りのシグナル」とされる。
解説：
これは、過去26日間の売買価格帯（基準線）に対しての、過去9日間の売買価格帯（転換線）の高低を示しており、転換線の上抜けは直近、買い傾向が強くなっており、下抜けは直近、売り傾向が強くなっていることを表している。また、これは、出来高を考慮していないため、買い圧力、売り圧力、需給の強弱までは判断できない。このトレンドの意味を理解した上で、売買シグナルとして判断する必要がある。
- 基準線

基準線が上向けば「買い」。下向けば「売り」とされる。
解説：
これは、過去26日間平均の移動平均線が上昇トレンドか、下降トレンドか、を表している
- 雲とローソク足

ローソク足が雲（クモ）より上にある時は、その雲（クモ）は「下値支持線」、ローソク足が雲（クモ）より下にある時は、その雲（クモ）は「上値抵抗線」と呼ぶ。
また、その雲の厚みは抵抗力の強弱を示すとされる。
解説：
先行スパン1と先行スパン2に囲まれたゾーンは雲（クモ）と呼ばれ、通常、その部分は色（網目）で塗りつぶされている。この雲（クモ）こそ、「パッと一目で雲（クモ）の状況がわかる」という一目均衡表の特徴でもあり、この表を見ることによって、雲（クモ）とローソク足との位置関係も簡単に把握することができる。また、「下値支持線」、「上値抵抗線」は、その時々の市場参加者たちの購入価格帯を表し、今、相場が上昇トレンドに向かっているのか、下降トレンドに向かっているのかという「トレンドの方向性」をビジュアルに確認できる。
雲（クモ）の厚さは抵抗力の大きさを示している。例えば、相場の動きがそれほど激しくなく、静かな状態が続く時に描かれる雲（クモ）は厚みはあまりなく、とても薄い。これは抵抗力が弱いことを意味する。一方、相場の動きが激しく、波乱のある状態の時に描かれる雲（クモ）は厚みがとても大きい。これは、抵抗力が強いことを意味する。しかし、その雲（クモ）が厚くても出来高が少なかったり、薄くても出来高が多いこともあるため、実際は、価格帯の広い狭いのみを表していることを理解した上での判断が必要となる。
また、雲（クモ）が厚い時、その厚い雲（クモ）を株価・ローソク足が上から下に突破した時、あるいは、下から上に突破した時は、それは大きなトレンドの転換を意味すると言われている。
また、2本の先行スパンが交差する日、つまり、雲（クモ）のねじれが起きた日は、抵抗帯の極小を表すものではなく、価格帯が狭まっている傾向である、など、様々な意見があるが、まだはっきりした意味、定義は決まっていない。
- 遅行スパンとローソク足（日々線）

遅行線がローソク足を下から上に突き抜けていれば「買いのシグナル」、上から下に突き抜けていれば「売りのシグナル」とされる。
解説：　転換線と基準線だけで単純に買いシグナル、売りシグナルとみなすと、ダマシにあうことが多い。
そこで、さらに安全の為に、遅行スパンとローソク足（日々線）を比較することは、26日前の市場参加者の売買の動き（遅行線）とそのローソク足（日々線）時点での損益を確認することとなる。
26日間保持した層が、「保持を続行しようとしているのか」「利益確定または、損切りをしようとしているのか」を判断する材料として利用できる。価格差だけでの判断となるため、例えば、26日前の出来高が薄い場合に、いわゆるダマシとなることが多くなる。
- 三役好転と三役逆転

「転換線＞基準線」, 「ローソク足＞雲（クモ）」, 「遅行スパン＞ローソク足 」の３つの条件が揃うことを三役好転といい、「強い買いシグナル」とされる。
また、反対に、「転換線＜基準線」, 「ローソク足＜雲（クモ）」, 「遅行スパン＜ローソク足 」の3つの条件が揃うことを三役逆転といい、「強い売りシグナル」とされる。